# Association des journalistes de l'information sociale
 (septembre 2022).
L'Association des journalistes de l'information sociale (AJIS) est une association sans but lucratif (loi de 1901) créée en 1967 . Elle regroupe des journalistes professionnels qui traitent habituellement des questions sociales.

## Activités
L'AJIS s'est fixé pour objectif de favoriser le développement d’une information sociale de qualité. Cet objectif passe par la défense constante du libre et égal accès aux sources d’information pour tous les journalistes sociaux, quels que soient leur statut et leur organe de presse.
L'association organise des débats, des matinées de formation, des voyages d’études en France et à l’étranger, des rencontres avec les acteurs sociaux, économiques et politiques. Toutes les semaines, elle publie un agenda prévisionnel des événements de la sphère sociale, "l'Hebdo de l'AJIS". Elle met également à disposition de ses adhérents un annuaire.
Depuis 1985, elle remet chaque année un prix destiné à récompenser de futurs journalistes s’intéressant à la sphère sociale. Le « Prix AJIS » est attribué à l'auteur du meilleur sujet (écrit, audio, vidéo, photo ou multimédia) sélectionné par un jury. Une mention spéciale, remise par l'AFPA, est également décernée.
L'association regroupe des journalistes sociaux appartenant à tous types de médias : presse écrite, radio, télévision, site Internet. Les principales thématiques couvertes par ses journalistes sont :
- Travail – Emploi – Formation – Dialogue social
- Protection sociale – Santé
- Action sociale – Lutte contre l’exclusion et les discriminations
- Entreprises – Ressources humaines – Management

L'AJIS compte près de 300 journalistes adhérents et 75 membres partenaires. En février 2022, l'adhésion a été ouverte aux étudiants en école de journalisme.
Le financement de l’AJIS repose principalement sur les adhésions des journalistes et le soutien des partenaires. Le prix AJIS est financé grâce à une subvention du ministère du Travail.
Le comité directeur de l'association est composé de 15 journalistes élus pour un an et son bureau de 6 journalistes nommés pour un an.

## Bureau (2024)
La 57e assemblée générale ordinaire de l'association s'est déroulée le 6 février 2024. Un nouveau comité directeur a été élu par les journalistes adhérents. Dans la foulée, le comité directeur a désigné les membres du bureau de l'association. Le bureau 2024 se compose de : 
- Sophie MASSIEU (journaliste pigiste) : présidente
- Nicolas Sénèze (La Croix) : vice-président
- Alexandra TURPIN (AEF) : secrétaire générale
- Marie-Aude GRIMONT (actuEL-CSE) : secrétaire générale adjointe
- Aurélie FRANC (Contexte) : trésorière
- Catherine ABOU EL KHAIR (journaliste pigiste): trésorière adjointe

## Historique

### Constitution
L’AJIS a été créée en 1967 par 17 journalistes : René Bettefort (AFP), Pierre Cames (L’Humanité), Armand Cappocci (ACP), Tristan de Carné (Liaisons Sociales), Jean-René Chauvin (Liaisons Sociales), Lucien Copfermann (Le Nouvel Observateur), Jacques Denobili (L’Usine nouvelle), Pierre Evrard (L’Express), Raymond Gelly (L’Humanité), Michel-Pierre Hamelet (Le Figaro), François Lacroix (Le Dauphiné Libéré), Jean-Jacques Launay (Paris-Normandie), Roger Michaud (ORTF), Paul Parisot (France Soir), Max Rolland (Libération), Joanine Roy (Le Monde), Charles Schester (Liaisons Sociales).
À l’époque, l’association se fixe pour but de "regrouper les journalistes professionnels des questions sociales en vue de favoriser la progression et la qualité de la rubrique sociale dans toutes les formes de presse et de stimuler les relations confraternelles avec toutes les personnes dont l’activité touche la vie sociale française ou internationale".
Plus de 50 ans après, ces objectifs demeurent. Pour les mettre en œuvre, l’AJIS organise notamment plusieurs dizaines d’activités par an permettant aux journalistes adhérents de rencontrer et interroger des personnalités du champ social. Elle plaide auprès des pouvoirs publics et des émetteurs de l’information sociale pour favoriser un égal accès de tous les journalistes aux sources.

### Temps forts de l'AJIS
Au fil du temps, l’AJIS s’est imposée comme un interlocuteur de poids sur les questions sociales. Traditionnellement, elle présente ses vœux aux ministres du Travail et de la Santé, une occasion de se faire le relai des préoccupations de ses adhérents auprès des pouvoirs publics.
L'association a, à plusieurs reprises, accueilli le chef de l’État en fonction, en particulier lors de ses principaux anniversaires.

Pour les 20 ans de l'AJIS, François Mitterrand, président de la République, prononce un discours sur la justice sociale et rend hommage à l'association.
Votre association s'est créée il y a maintenant 20 ans, et cette naissance a représenté une étape importante dans l'histoire de la presse en général, et bien entendu dans l'histoire de la presse d'information sociale qui avait besoin d'être structurée. […] L'objectif que vous vous êtes fixé et qui est défini par votre titre lui-même représente une belle ambition au service de la démocratie.

-             Extrait du discours de François Mitterrand, 23 novembre 1987
L'association a organisé, pour son 30e anniversaire, une journée d'échanges sur le thème de la réconciliation nécessaire de l'économique et du social à l'heure de la mondialisation des capitaux, des biens et des services, en présence du chef de l'État Jacques Chirac.
Au-delà de l'anniversaire, l'une des vertus de cette manifestation est de mettre en valeur la richesse du travail effectué, jour après jour, par les journalistes sociaux. De plus en plus, et il faut s'en réjouir, vous occupez dans les rédactions toute la place qui vous revient.

-             Extrait du discours de Jacques Chirac, 1er juillet 1997
Le 18 septembre 2007, l'AJIS a fêté ses 40 ans d'existence avec un évènement sur le thème Emploi, santé, vieillissement… les chantiers de demain et, comme invité, le président de la République Nicolas Sarkozy.
Vous [les journalistes du social] êtes des médiateurs indispensables de nos relations sociales. Vous intervenez dans un domaine où les paroles prononcées pèsent lourd. Vous êtes aussi, il faut bien le dire, les décrypteurs d'un dialogue social très codé, qui confine parfois au jeu de rôle. C'est de votre professionnalisme et de votre capacité d'analyse que dépend la qualité de l'information de nos concitoyens.

-             Extrait du discours de Nicolas Sarkozy, 18 septembre 2007
Pour son 50e anniversaire, l'AJIS a organisé un évènement en présence du Premier ministre Édouard Philippe, le 14 septembre 2017, sur le thème Le modèle social français, la grande bascule?.
Nous avons besoin de vous. Non pour nous tresser des lauriers, mais pour nourrir des débats souvent très techniques et pourtant éminemment politiques. Peu importe, au fond, l’opinion que vous défendez. Je l’ai dit, elles sont toutes nécessaires, toutes légitimes.

-             Extrait du discours d'Édouard Philippe, 14 septembre 2017
Lors de son 50e anniversaire, l’AJIS a également réuni, lors d’une table ronde, les leaders des cinq organisations syndicales et des trois organisations patronales interprofessionnelles. Laurent Berger (CFDT), Philippe Louis (CFTC), François Hommeril (CFE-CGC), Philippe Martinez (CGT), Pascal Pavageau (FO) d’une part, et François Asselin (CPME), Pierre Gattaz (Medef) et Alain Griset (U2P) d’autre part, ont débattu de l’avenir du dialogue social au regard de la tendance à la décentralisation de la négociation collective.

## Prix AJIS de l'information sociale

### Histoire du Prix
Le prix AJIS a été créé en hommage à quatre journalistes, Marie-France Desgouttes, Martine Godoy, Éric Hassan et Évelyne Lance, décédés dans un tragique accident d'avion en 1984. Ils rentraient d'un voyage d’études de deux jours organisé par l’AJIS, avec l'Association nationale pour la formation professionnelle des adultes (AFPA) à Genève et Turin.
Chaque année, depuis 1985, l'association, avec le parrainage du ministère du Travail, décerne donc le prix AJIS de l'information sociale. Ce prix distingue de futurs journalistes s'intéressant à la sphère sociale.
Depuis 2006, l’AFPA est partenaire de ce prix en contribuant, via une mention spéciale, à reconnaître le travail d’un ou d’une jeune journaliste.
Le prix AJIS est doté de 3.500 euros et la mention spéciale de l'AFPA, de 2.500 euros.
Exceptionnellement, en raison de la crise liée à l'épidémie de Covid 19, le prix AJIS de l'information sociale et la mention spéciale AFPA n'ont pas été décernés en 2020.

### Liste des lauréats du Prix AJIS
| Année | Prix Ajis | Mention spéciale Afpa |
| ----- | --- | --- |
| 2024  | "L’intimité blessée des livreurs à vélo", Léa Petit Scalogna (IJBA) | "Les marins-pêcheurs à la peine pour améliorer leur sécurité en mer", Zoé Samin (IPJ)                                                                           |
| 2023  | "Remplumer le droit du travail dans le ramassage de volailles en Bretagne", Zoé Cottin (EJCAM)                                                                                   | "Travaux d'intérêt général dans la nature : quand les condamnés prennent la clef des champs", Éloïse Duval (IFP) et Daphné Quintin-Durand (CFJ)                 |
| 2022  | "Violence en cuisine : les écoles ont du pain sur la planche" - Juliette Soulignac et Audrey Guettier (IPJ)                                                                      | "La formation professionnelle et l'enseignement en milieu carcéral" - Manon Reinhardt (EJCAM)                                                                   |
| 2021  | "Wwoofing et droit du travail : un terrain en friche " - Romane Rosset et Juliette Bourgault (IPJ)                                                                               | "L'interprétariat professionnel en santé, bien comprendre pour mieux soigner" - Louise Aurat (École de Journalisme et de Communication d’Aix-Marseille - EJCAM) |
| 2019  | "Les douleurs silencieuses de la vigne" - Mathilde Durand | "À l'hôpital public, le tabou du cumul d'activités persiste" - Mohamed-Amin Kehel                                                                               |
| 2018  | "Écoles de production, le contrat de confiance" - Simon Bolle | "L’endométriose fait que ma vie professionnelle est un échec" - Émeline Vin                                                                                     |
| 2017  | "Les pirates de l'hépatite C débarquent en France" - Éloïse Stark et Noé Michalon (École de Journalisme de Sciences Po Paris)                                                    | "Secteur en expansion cherche salariés : quand les agents de sécurité ne font que passer" - Richard Duclos (CELSA Paris)                                        |
| 2016  | "Skate-Aid, skaters sans frontière" - Jean-Jérôme Erre (École de Journalisme et de Communication d’Aix-Marseille - EJCAM)                                                        | "Maladie d’Alzheimer : les proches ont besoin d’aide" - Laure Andrillon (Centre de formation des journalistes - CFJ Paris)                                      |
| 2015  | "À Aubervilliers, l’insertion montre les poings" - Quentin Moynet (CELSA Paris)                                                                                                  | "Coupures d’eau : illégalités en cascade" - Solène Oeino et Jérôme Wysocki (Institut Européen de Journalisme - IEJ)                                             |
| 2014  | "Auto-école sociale : permis de travailler" - Gwladys Bonnassie et Elouën Martin, (École de Journalisme de Toulouse - EJT)                                                       | "Les enfants de la pierre" - Anissa Hammadi de l’IFP (Institut Français de Presse - IFP)                                                                        |
| 2013  | "Le déclin de Peugeot se lit dans les lignes de bus" - Amélie Mougey (Centre de formation des journalistes – CFJ Paris)                                                          | "Mariana, un handicap roumain" - Jean Larive |
| 2012  | "Ces établissements spécialisés qui s'ouvrent au handicap social" - Valentin Cruard et Vincent Piffeteau (École Publique de journalisme de Tours) ,                              | "L'assistance sexuelle : un tabou en France"- Hélène Renaux et Jean-Charles Guichard (Centre de formation des journalistes - CFJ Paris)                         |
| 2011  | "Travailleurs équatoriens livrés clés en main" - Franck Berteau et Mathieu Palain (Institut pratique du journalisme - IPJ)                                                       | "Les 'laissés-pour-compte' de la rupture conventionnelle" - Romain Daniel et Gauthier Fabre (École Publique de Journalisme de Tours)                            |
| 2010  | "La FNSEA au bord de l'ébullition" - Rozenn Le Saint (CELSA Paris) | "Au chevet des maîtres du sommeil" - Julie Koch (École supérieure de journalisme de Lille - ESJ)                                                                |
| 2009  | "Plombages dentaires : la Sécu met-elle en danger la vie des patients ?" - Pauline Froissart, Audrey Garric et Marine Pennetier (École supérieure de journalisme de Lille - ESJ) | Reportage audio sur le CAT Le Grand Réal - Sophie Arutunian (ICM de Grenoble)                                                                                   |
| 2008  | "Les nomades du nucléaire" - Alexandra Colineau | "Les maladies honteuses de la RATP" - Martin Boudot et Mathieu Charrier (IUT de Tours)                                                                          |
| 2007  | "Assedic et vieilles dentelles" - Marie Dupin et Tristan Waleckx (École supérieure de journalisme de Lille - ESJ)                                                                | "Permis, visa pour l'emploi" - Hélène Poulain (Institut pratique du journalisme - IPJ)                                                                          |

## Prises de position récentes de l'association
L'AJIS s'est inquiétée, début 2019, du sort réservé aux journalistes couvrant des mobilisations de "Gilets jaunes". Elle a signé, avec 34 sociétés de journalistes et de rédacteurs, des associations de journalistes, des syndicats, ainsi que le collectif Informer n’est pas un délit et Reporters sans frontières (RSF), une tribune parue le 15 janvier 2019 dans plusieurs médias et intitulée "Non, la presse ne doit pas être un bouc émissaire !".
À l'été 2019, le bureau de l'AJIS a décidé de se joindre à une action d'Anticor en appui de la plainte du Monde contre la Commission d’accès aux documents administratifs (CADA), qui lui avait refusé l’accès à certains documents dans le cadre de son enquête sur les implants médicaux, considérant que ces données relevaient d’informations commerciales ou stratégiques protégées par le secret des affaires. Le 15 octobre 2020, le tribunal administratif a rendu sa décision : Le Monde obtient communication de la liste des implants ayant obtenu le marquage CE délivré par l’organisme LNE/G-Med déjà sur le marché mais LNE/G-Med garde pour lui ceux qui ont été certifiés mais non encore sur le marché et ceux à qui le sésame a été refusé. Dans un arrêt rendu le 8 avril 2022, le Conseil d'État a décidé d’ouvrir plus largement le droit d’accès aux documents réclamés par le quotidien.
Au printemps 2020, pendant le premier confinement lié à l’épidémie du virus SARS-CoV-2, l'AJIS s'est associée à différents communiqués de presse de plusieurs syndicats de journalistes, pour sensibiliser le gouvernement au cas particulier des journalistes pigistes placés en activité partielle afin qu’ils bénéficient de la même indemnisation que les salariés mensualisés. Un décret a été publié sur le sujet mi-avril de la même année.
Fin 2020, l'AJIS a décidé de prendre part à certaines actions #StopLoiSécuritéGlobale, une coordination contre la proposition de loi relative à la sécurité globale. L'article 24 de cette proposition de loi, tel qu'adopté en première lecture par l'Assemblée nationale fin novembre 2020, vise à interdire à toute personne de diffuser "l’image du visage ou tout autre élément d’identification d’un fonctionnaire de la police nationale ou d’un militaire de la gendarmerie nationale" lorsque cette diffusion a pour "but qu’il soit porté atteinte à son intégrité physique ou psychique". Cet article inquiète particulièrement les syndicats et associations de journalistes. L'AJIS a notamment cosigné un courrier visant à alerter les parlementaires sur les risques induits par cette proposition de loi.
A l'initiative de l'AJIS, une tribune, appelant à "lever les restrictions à la liberté d’informer" et signée par 13 associations de journalistes, a été publiée sur le site internet du journal Libération le 21 mai 2021. Pour les associations, si "la situation sanitaire justifie certes la prudence", "elle offre aussi à certains l’occasion de limiter l'accès à l’information". À la suite de cette tribune, la présidente de l'AJIS a été interviewée dans le cadre d’un article sur les groupes WhatsApp des ministères.
En octobre 2023, à l’occasion du lancement des Etats généraux de l’information voulus par l’exécutif, auxquels les syndicats et associations de journalistes n’ont pas été formellement conviés, l’Ajis a mobilisé plus de 20 associations de confrères pour signer un courrier commun, avec pour objectif de faire entendre la voix des professionnels de l’information dans le cadre de cette « vaste consultation ». Fin novembre, la présidente de l'AJIS a participé à la première « agora » organisée dans le cadre des états généraux de l’information.